# Munychryia periclyta
Munychryia periclyta is een vlinder uit de familie van de Anthelidae. De wetenschappelijke naam van de soort is voor het eerst geldig gepubliceerd in 1970 door Common & McFarland.